# جيمس بي. بيك
جيمس بي. بيك (بالإنجليزية: James B. Beck)‏ هو محامي وسياسي أمريكي، ولد في 13 فبراير 1822 في المملكة المتحدة، وتوفي في 3 مايو 1890 في واشنطن العاصمة في الولايات المتحدة. حزبياً، نشط في الحزب الديمقراطي. وقد انتخب عضو مجلس النواب الأمريكي وانتخب عضو مجلس الشيوخ الأمريكي.